# Der Tote im See
Der Tote im See ist ein österreichischer Fernsehfilm aus der Landkrimi-Filmreihe aus dem Jahr 2018 von Nikolaus Leytner mit Josef Hader, Maria Hofstätter und Miriam Fussenegger in den Hauptrollen. Die Premiere erfolgte am 2. Juni 2018 in Windhaag bei Freistadt in Oberösterreich, wo der Film großteils gedreht wurde. Bei dem Film handelt es sich um die Fortsetzung von Der Tote am Teich (2015). Die Erstausstrahlung im ORF erfolgte am 19. Dezember 2018.

## Handlung
In ihrem zweiten gemeinsamen Fall werden die Kriminalbeamtin Grete Öller vom Landeskriminalamt Linz und ihre Kollegin Lisa Nemeth zum Stausee Steyrdurchbruch gerufen, wo ein Toter gefunden wurde. Die Leiche weist eine Schusswunde auf und liegt laut Gemeindearzt Dr. Ramsauer zumindest seit zwei Wochen im See. Da der Tote, Erich Dirnbacher, unter Depressionen gelitten hatte, seit ihn seine Frau mit den Kindern verlassen hatte, und er zudem an Bauchspeicheldrüsenkrebs in fortgeschrittenem Stadium gelitten hatte, liegt zunächst die Vermutung nahe, dass er Selbstmord begangen hatte.
Allerdings stellt sich im Zuge der Ermittlung heraus, dass Dirnbacher jene Person war, die vor Jahren Ahorners Frau Eva und seine Tochter Lilly bei einem Autounfall getötet und anschließend Fahrerflucht begangen hatte. Ahorner hatte lange nach dem Schuldigen gesucht, bis er wegen Depression und Arbeitsunfähigkeit in Frühpension geschickt wurde. Als Grete Öller diese Nachricht Sepp Ahorner überbringen und ihn dazu befragen möchte, stellt sich heraus, dass er seit zwei Wochen spurlos verschwunden ist. Auch Sepps Mutter Maria macht sich Sorgen, zumal er ein altes Jagdgewehr seines Vaters mitgenommen hat.
Von Rosi, der kleinen Tochter von Geli Pfoser, erhält Öller den Hinweis, dass sich Sepp in einer Hütte am Gaisberg aufhalten könnte, wo Nemeth und Öller ihn tatsächlich antreffen. Dirnbacher hatte Ahorner vor seinem Tod aufgesucht und ihm seine Tat gestanden. Die gerichtsmedizinische Untersuchung ergibt, dass der tödliche Schuss etwa aus zwei Meter Entfernung abgegeben wurde, somit kein Selbstmord vorliegt. Das Projektil stammte aus einem alten Jagdgewehr. Ahorner erzählt Öller, dass er sich nach dem Geständnis von Dirnbacher selbst mit dem Jagdgewehr umbringen wollte, aber schließlich zu feig war, abzudrücken.
Die ballistische Untersuchung von Ahorners Jagdgewehr ergibt, dass dies die Tatwaffe war. Auf dem Gewehr finden sich ausschließlich Ahorners Fingerabdrücke, allerdings wurde das Gewehr in seiner Wohnung unversperrt aufbewahrt und war damit für jedermann zugänglich. Als Öller Ahorner in seiner Hütte verhaften möchte, flüchtet er vor ihr in den Wald. Für Nemeth ist das ein eindeutiges Schuldeingeständnis. Ahorner läuft nach Hause zu seiner Mutter. Sie gesteht, Dirnbacher am Stausee erschossen zu haben, weil sie ihren Sohn nicht mehr leiden sehen konnte, und wird von der Polizei festgenommen.

## Produktion

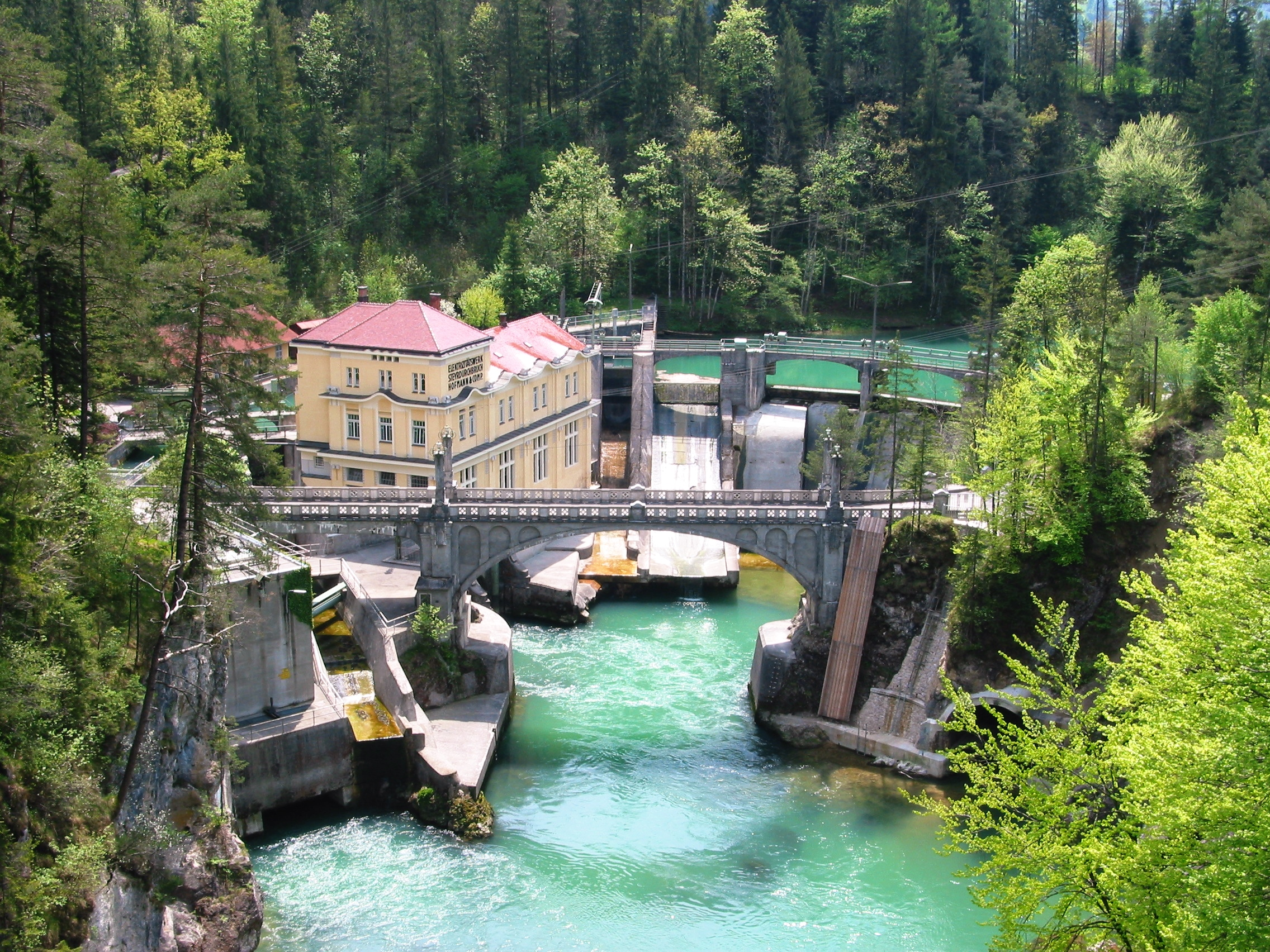
Einer der Drehorte: der Stausee Steyrdurchbruch

Die Dreharbeiten fanden vom 6. Juni bis zum 5. Juli 2017 statt, gedreht wurde im Mühlviertel und im Steyrtal. Drehorte waren unter anderem Windhaag bei Freistadt, Sandl, Hirschbach im Mühlkreis und Molln. Produziert wurde der Film von der Lotus Film, beteiligt war der Österreichische Rundfunk, unterstützt wurde die Produktion vom Fernsehfonds Austria und dem Land Oberösterreich.
Für das Kostümbild zeichnete Caterina Czepek verantwortlich, für den Ton Max Vornehm, für die Maske Sam Dopona und Verena Eichtinger und für das Szenenbild Verena Wagner.
Der Film enthält einen Anschlussfehler: Das Kennzeichen des Autos der Ermittlerinnen wechselt in einer Szene von L (Linz) auf W (Wien). Nach Angaben der Produktionsfirma wurde vergessen, das behördliche Kennzeichen gegen das im Film verwendete Kennzeichen auszutauschen.